# Anglofonía
La anglofonía es el conjunto de países y comunidades cuya lengua materna es el inglés, ya sea como lengua principal o secundaria. Además, se comparten los aspectos culturales que son similares de cada país angloparlante.

## El idioma inglés
Debido a la influencia política, económica, militar, científica y cultural de Gran Bretaña y el Reino Unido desde el siglo XVIII, por medio del Imperio británico y los Estados Unidos de América desde mediados del siglo XX, el inglés se ha difundido ampliamente por todo el mundo y es el idioma principal del discurso internacional y lengua franca en muchas regiones. De la misma forma es utilizado de manera general como lengua franca entre hablantes de idiomas distintos en la mayor parte de los países del mundo. Se enseña también como segunda lengua en muchos sistemas educativos, que con el paso del tiempo ha proporcionado un estatus de superioridad cultural a sus hablantes no nativos, a causa de a la influencia de los países anglosajones en el mundo.
La lengua inglesa es la lengua oficial de muchos países de la Commonwealth, es ampliamente estudiada como segunda lengua y es una de las lenguas oficiales de la Unión Europea y de numerosas organizaciones mundiales. El inglés probablemente es el tercer idioma del mundo en número de hablantes que lo tienen como lengua materna (entre 300 y 400 millones de personas). Conforme información del Consejo Británico, según número total de los hablantes nativos la lengua inglesa es la más distribuida,9 ya que es hablada por más de 1.75 mil millones de personas. Con esto la lengua inglesa como segunda es estudiada por 375 millones de personas. 
La lengua inglesa como extranjera es estudiada por unas 750 millones de personas. El nivel de dominio del inglés de los estudiantes no está determinado con exactitud. En 2019 el test internacional IELTS que se requiere para ingresar en las universidades y colegios de los países de habla inglés fue pasado por 3.5 millones de personas. El punto medio del participante del test es de unos 6 de 9.
El inglés, al extender Inglaterra su lengua por todo el mundo (Imperio británico), y al convertirse los Estados Unidos de América en la mayor potencia económica y militar, se ha convertido de facto en la lingua franca de nuestros días.
Según contratos internacionales, la lengua inglesa es oficial para la comunicación de aviación y marítima. Es también una de las lenguas oficiales de los astronautas (además del ruso) que trabajan a bordo de la Estación Espacial Internacional.
Pese a la existencia de otras lenguas internacionales y de idiomas artificiales, como el esperanto o interlingua, que pretenden ser lenguas francas más neutrales, el inglés constituye hoy en día el principal idioma de comunicación internacional. Esto se debe al predominio de la civilización dominante, que por lo general no adopta otro idioma, sino que por el contrario, impone el suyo. Por esta misma razón en muchos de los países europeos se hablan lenguas derivadas del latín, que fue el idioma oficial del Imperio romano.
Actualmente existen propuestas para la neutralidad en el uso de una lengua auxiliar. Sin embargo, aparte de los problemas que originaría ponerse de acuerdo en elegir otra lengua, desde el punto de vista económico se perderían grandes cantidades de dinero en el proceso de enseñanza y aprendizaje. De ello se deduce la negativa para adoptar una lengua internacional diferente al inglés por parte de quienes obtienen provecho con este negocio.

## Otros países y territorios donde el inglés es lengua oficial
Otros países y territorios tienen el inglés como lengua cooficial, sin embargo estos no se consideran parte de la anglofonía como:
- Puerto Rico
- San Andrés y Providencia ( Colombia)
- San Martín

## Países anglófonos
| País                            | Región            | Población     |
| ------------------------------- | ----------------- | ------------- |
| Antigua y Barbuda               | Antillas          | 85 000        |
| Bahamas                         | Antillas          | 331 000       |
| Barbados                        | Antillas          | 294 000       |
| Belice                          | América Central   | 288 000       |
| Botsuana                        | África            | 1 882 000     |
| Camerún                         | África            | 18 549 000    |
| Canadá                          | América del Norte | 33 531 000    |
| Dominica                        | América del Norte | 73 000        |
| Eritrea                         | África            | 54 500        |
| Fiyi                            | Oceanía           | 827 900       |
| Gambia                          | África            | 1 709 000     |
| Ghana                           | África            | 23 478 000    |
| Granada                         | Antillas          | 106 000       |
| Guyana                          | América del Sur   | 738 000       |
| India                           | Asia del Sur      | 1 143 540 000 |
| Irlanda                         | Europa            | 4 517 800     |
| Jamaica                         | Antillas          | 2 714 000     |
| Jordania                        | Asia              | 6 407 058     |
| Kenia                           | África            | 37 538 000    |
| Kiribati                        | Oceanía           | 95 000        |
| Lesoto                          | África            | 2 008 000     |
| Liberia                         | África            | 3 750 000     |
| Malaui                          | África            | 13 925 000    |
| Malta                           | Europa            | 412 600       |
| Islas Marshall                  | Oceanía           | 59 000        |
| Mauricio                        | África            | 1 262 000     |
| Estados Federados de Micronesia | Oceanía           | 111 000       |
| Namibia                         | África            | 2 074 000     |
| Nauru                           | Oceanía           | 10 000        |
| Nueva Zelanda                   | Oceanía           | 4 294 350     |
| Nigeria                         | África            | 148 093 000   |
| Pakistán                        | Asia del Sur      | 165 449 000   |
| Palaos                          | Oceanía           | 20 000        |
| Papúa Nueva Guinea              | Oceanía           | 6 331 000     |
| Filipinas                       | Asia              | 90 457 200    |
| Ruanda                          | África            | 9 725 000     |
| San Cristóbal y Nieves          | Antillas          | 50 000        |
| Santa Lucía                     | Antillas          | 165 000       |
| San Vicente y las Granadinas    | Antillas          | 120 000       |
| Samoa                           | Oceanía           | 188 359       |
| Seychelles                      | África            | 87 000        |
| Sierra Leona                    | África            | 5 866 000     |
| Singapur                        | Asia              | 4 839 400     |
| Islas Salomón                   | Oceanía           | 506 992       |
| Sudáfrica                       | África            | 47 850 700    |
| Sudán                           | África            | 38 560 000    |
| Suazilandia                     | África            | 1 141 000     |
| Tanzania                        | África            | 40 454 000    |
| Tonga                           | Oceanía           | 100 000       |
| Trinidad y Tobago               | Antillas          | 1 333 000     |
| Tuvalu                          | Oceanía           | 11 000        |
| Uganda                          | África            | 30 884 000    |
| Vanuatu                         | Oceanía           | 226 000       |
| Zambia                          | África            | 11 922 000    |
| Zimbabue                        | África            | 13 349 000    |